# Setodes viridis
Setodes viridis är en nattsländeart som först beskrevs av Antoine François, comte de Fourcroy 1785.  Setodes viridis ingår i släktet Setodes och familjen långhornssländor.

## Underarter
Arten delas in i följande underarter:
- S. v. bulgaricus
- S. v. huliothica
- S. v. iranensis